# EMP Label Group
La EMP Label Group è un'etichetta statunitense fondata nel 2015 dal bassista David Ellefson, con sede a Westfield, nel New Jersey.
Dedita inizialmente a pubblicazioni punk rock e thrash metal, l'attenzione si è spostata poi verso band melodic death metal e metalcore.

## Storia
Nel maggio del 2015 è stato annunciato che David Ellefson aveva lanciato un'etichetta discografica e una società di produzione, Ellefson Music Productions, nota anche come EMP Label Group, e avrebbe pubblicato In Your Face, l'EP di debutto del gruppo punk rock femminile Doll Skin.
È stato anche annunciato, tramite i social media, che Ellefson aveva contattato l'ex direttore artistico di Corporate Punishment Records Thom Hazaert, noto per il suo lavoro con artisti tra cui Bleed the Sky e Ghost Machine, come direttore dell'azienda. Sin dal primo di attività, l'azienda divenne una tra le più note del genere.
Già dal 2016 vi fu un notevole ampliamento del rooster, che a quel punto comprendeva band quali Cage9, Dead by Wednesday, Helstar, Ancient e Your Chance to Die.
Nell'agosto del 2017, anche la band hard rock Behind The Fallen hanno firmato un accordo con la casa discografica.

## Società controllate
L'etichetta controlla inoltre THC Records di Thom Hazaert, che precedentemente aveva pubblicato gli album di Chuck Mosley e dei Dead by Wednesday. Ha inoltre acquisito e rilanciato la Combat Records, società ora sotto la guida di Mark Menghi.

## Artisti principali
- A Killer's Confession
- Ancient
- Autograph
- Cage9
- Dead by Wednesday
- Heaven Below
- Helstar
- Kik Tracee
- Killer Dwarfs
- Motograter